# Megalonyx
Megalonyx é um gênero extinto constituído de algumas espécies de Preguiças-Gigante que viveram na América do Norte, doze mil anos atrás, durante o Pleistoceno. 
As preguiças do gênero Megalonix eram mais ágeis do que seus parentes norte-americanos, por possuírem pernas mais longas, que as ajudavam em sua postura semi-ereta, servindo para defesa e alimentação, utilizava sua comprida língua para conseguir alimento, manejando os galhos com suas garras, que eram grande e fortes. 
As espécies de Megalonyx eram parentes dos gigantes Megatério  que migraram da América do Sul para a América do Norte no período Terciário. Eram criaturas pacíficas e muitos predadores pleistocênicos acabavam por atacá-los, por sua enorme quantidade de carne,  embora pudessem se defender muito bem em um combate corpo a corpo, pois sua forte patada poderia fazer um enorme estrago em inimigos como os tigres-dentes-de-sabre, lobos-gigantes, pumas, onças-pintadas, ursos-de-cara-achatada, leões americanos, marsupiais carnívoros (como o Thilacosmilus) e os caçadores humanos paleoameríndios, que podem ter contribuído para a extinção da espécie. Foi descoberta em 1855.